# Енюково
Енюково — деревня в Череповецком районе Вологодской области.
Входит в состав Яргомжского сельского поселения, с точки зрения административно-территориального деления — в Яргомжский сельсовет.
Расстояние по автодороге до районного центра Череповца — 22 км, до центра муниципального образования Ботово — 8 км. Ближайшие населённые пункты — Селиваново, Авдеевская, Раменье.
По переписи 2002 года население — 138 человек (76 мужчин, 62 женщины). Преобладающая национальность — русские (85 %).